# Маркиз де Вильяфранка

Герб муниципалитета Вильяфранка-де-Кордова, провинция Кордова, автономное сообщество Андалусия

Маркиз де Вильяфранка — испанский дворянский титул. Он был создан в 1574 году королем Испании Филиппом II для Альфонсо Фернандесе де Кордовы и Фигероа (?-1589), супруга Каталины Фернандес де Кордова и Фигероа, 3-й маркизы де Прьего (1547—1574).
Название титула происходит от названия муниципалитета Вильяфранка-де-Кордова, провинция Кордова, автономное сообщество Андалусия.
В настоящее время носителем титула является Виктория Елизавета фон Гогенлоэ-Лангенбург и Шмидт-Полекс (род. 1997), 20-я герцогиня де Мединасели и 16-я маркиза де Вильяфранка.

## Список маркизов де Вильяфранка
|                                             | Титул | Период                                      |
| Креация создана королем Испании Филиппом II | Креация создана королем Испании Филиппом II | Креация создана королем Испании Филиппом II |
| ------------------------------------------- | --- | ------------------------------------------- |
| I                                           | Альфонсо Фернандес де Кордова и Фигероа (?-1589), сын Лоренсо Суареса де Фигероа (Лоренсо Фернандеса де Кордовы и Фигероа), 3-го графа де Ферия (?-1528), и Каталины Фернандес де Кордовы, 2-й маркизы де Прьего (1495—1569) | 1574—1589                                   |
| II                                          | Педро Фернандес де Кордова и Фернандес де Кордова (1563—1606), старший сын предыдущего и Каталины Фернандес де Кордовы и Фигероа, 3-й маркизы де Прьего (1547—1574) | 1589—1606                                   |
| III                                         | Алонсо Фернандес де Кордова и Энрикес де Рибера (1588—1645), старший сын предыдущего и Хуаны Энрикес де Риберы и Кортес (?-1635) | 1606—1645                                   |
| IV                                          | Луис Игнасио Фернандес де Кордова Фигероа (1623—1665), старший сын предыдущего и Хуаны Энрике де Риберы и Хирон (1584—1649) | 1645—1665                                   |
| V                                           | Луис Маурисио Фернандес де Кордова Фигероа (1650—1690), старший сын предыдущего и Марианны Фернандес де Кордовы Кардоны и Арагон (1628—1673) | 1665—1690                                   |
| VI                                          | Мануэль Луис Фернандес де Кордова Фигероа (1679—1700), старший сын предыдущего и Феличе Марии де ла Серда и Арагон (1657—1709) | 1690—1700                                   |
| VII                                         | Николас Фернандес де Кордова и де ла Серда (1682—1739), младший брат предыдущего | 1700—1739                                   |
| VIII                                        | Луис Фернандес де Кордова и Спинола (1704—1768), старший сын предыдущего и Херонимы Марии Спинолы де ла Серда (1687—1757) | 1739—1768                                   |
| IX                                          | Педро де Алькантара Фернандес де Кордова и Монкада (1730—1789), единственный сын предыдущего и Марии Терезы де Монкада и Бенавидес, 7-й маркизы де Айтона (1707—1756) | 1768—1789                                   |
| X                                           | Луис Мария Фернандес де Кордова и Гонзага (1749—1806), старший сын предыдущего от первого брака с Марией Франсиской Хавьерой Гонзага и Караччиоло (1731—1757) | 1789—1806                                   |
| XI                                          | Луис Фернандес де Кордова и Бенавидес (1780—1840), старший сын предыдущего и Хоакины Марии де Бенавидес и Пачеко, 3-й герцогини де Сантистебан-дель-Пуэрто (1746—1805) | 1806—1840                                   |
| XII                                         | Луис Фернандес де Кордова и Понсе де Леон (1813—1873), старший сын предыдущего и Марии де ла консепсьон Понсе де Леон и Карвахаль (1783—1856) | 1840—1873                                   |
| XIII                                        | Луис Фернандес де Кордова и Перес де Баррадас (1851—1879), старший сын предыдущего и Анхелы Аполонии Перес де Баррадас и Бернуй, 1-й герцогини де Дения и Тарифа (1827—1903) | 1873—1879                                   |
| XIV                                         | Луис Фернандес де Кордова и Салаберт (1880—1956), единственный сын предыдущего и Касильды Ремигии де Салаберт и Артеага, 9-й маркизы де ла Торресилья (1858—1936) | 1880—1956                                   |
| XV                                          | Виктория Евгения Фернандес де Кордова и Фернандес де Энестроса (1917—2013), старшая дочь предыдущего и Аны Марии Фернандес де Энестроса и Гайосо де лос Кобос (1879—1938) | 1956—2013                                   |
| XVI                                         | Виктория Елизавета де Гогенлоэ-Лангенбург и Шмидт-Полекс (род. 1997), единственная дочь немецко-испанского дворянина, принца Марко Гогенлоэ-Лангенбурга (1962—2016), и Сандры Шмидт-Полекс (род. 1968), внучка принца Макса фон Гогенлоэ-Лангенбурга (1931—1994), и Анны Луизы де Медина и Фернандес де Кордовы, 13-й маркизы де Наваэрмоса и 9-й графини де Офалия (1940—2012), единственной дочери Виктории Евгении Фернандес де Кордовы, 18-й герцогини де Мединасели (1917—2013) | 2018 — настоящее время                      |